# 3. Kavallerie-Division (Wehrmacht)
La 3. Kavallerie-Division (3ª divisione di cavalleria) fu una divisione della Wehrmacht operativa durante l'ultimo anno della seconda guerra mondiale.

## Storia
La 3. Kavallerie-Division nacque nel febbraio 1945 dalla riorganizzazione della 3. Kavallerie-Brigade (3ª brigata di cavalleria). Di questa brigata si sa che venne creata nel marzo 1944 dal Kavallerie-Regiment Mitte (reggimento di cavalleria "centro") e che combatté fino alla fine dell'anno nel settore centrale del fronte orientale, risultando sottoposta il 31 dicembre al XXII Gebrigs-Korps (XXII corpo alpino).
A marzo la 3. Kavallerie-Division era in Ungheria agli ordini del I Kavallerie-Korps (I corpo di cavalleria) della 6ª armata, ma il 12 aprile venne spostata con tutto il I Kavallerie-Korps alle dipendenze della 2. Panzerarmee (2ª armata corazzata) in Stiria, dove era ancora il 7 maggio, un giorno prima di arrendersi alle truppe statunitensi a Graz.

## Ordine di battaglia
- Reiter-Regiment 31 (31º reggimento cavalieri)
- Reiter-Regiment 32
- Artillerie-Regiment 869 (869º reggimento artiglieria)
- Panzer-Aufklärungs-Abteilung 69 (69º battaglione da ricognizione corazzato)
- Kosaken-Abteilung 69 (69º battaglione cosacchi)
- Nachrichten-Abteilung 238 (238º battaglione comunicazioni)
- Divisionseinheiten 69 (servizi e supporto)

## Decorazioni
Alcuni soldati della 3. Kavallerie-Division furono premiati per le loro azioni in guerra:
- Croce Tedesca
  - in oro: 14
- Croce di Cavaliere della croce di ferro: 10
  - Croce di Cavaliere con foglie di quercia: 1 (Hans-Detlef Gollert-Hansen)
- Distintivo per combattimenti ravvicinati:
  - in bronzo: 2

## Comandanti
- Generalmajor Peter von der Gröben (febbraio 1945 - 8 maggio 1945)[2]